# Ommatius fusiformis
Ommatius fusiformis là một loài ruồi trong họ Asilidae. Ommatius fusiformis được Becker miêu tả năm 1929. Loài này phân bố ở miền Australasia.